# Măcăi, Argeș
Măcăi este un sat în comuna Cuca din județul Argeș, Muntenia, România.